# آرثر بلاكمان
آرثر بلاكمان (بالإنجليزية: Arthur Blackman)‏ (13 أكتوبر 1853 في المملكة المتحدة - 6 أبريل 1908) هو لاعب كريكت بريطاني (وحمل سابقاً جنسية المملكة المتحدة لبريطانيا العظمى وأيرلندا). لعب مع نادي مقاطعة سري للكريكت ‏ وKent County Cricket Club ‏ ونادي مقاطعة ساسكس للكركيت ‏.

## وصلات خارجية
- آرثر بلاكمان على موقع إي آس بي آن كريك إنفو (الإنجليزية)